# راکن‌هاوزن
شهر راکن‌هاوزن (به آلمانی: Rockenhausen) در ایالت راینلند-فالتز در کشور آلمان واقع شده‌است.